# MIRCen
MIRCen (Molecular Imaging Research Center) est une plate-forme d'imagerie préclinique pour la thérapie génique et cellulaire basée au CEA de Fontenay-aux-Roses, et résulte d'un partenariat entre le CEA et l'Inserm.

## Histoire
Le MIRcen est en activité depuis 2017.

## Activités
Le MIRcen est une plate-forme est consacrée aux essais précliniques de thérapies génique, cellulaire et médicamenteuse pour le traitement de maladies neurodégénératives, infectieuses, cardiaques et hépatiques. Il est dirigé par Romina Aron Badin et opère sous la tutelle du Commissariat à l'énergie atomique et aux énergies alternatives. Il est utilisé par l'université Paris-Saclay, et héberge 3 structures dont l'Institut de biologie François-Jacob.
Le MIRcen propose :
- Imagerie par résonance magnétique,
- Imagerie par tomographie à émission de positons
- Spectroscopie RMN
- Laboratoires et animaleries de sécurité microbiologique de niveau 3
- Laboratoires spécialisés pour les études électrophysiologiques, comportementales et anatomiques